# Diocesi di Mannar
La diocesi di Mannar (in latino Dioecesis Mannarensis) è una sede della Chiesa cattolica in Sri Lanka suffraganea dell'arcidiocesi di Colombo. Nel 2023 contava 94.111 battezzati su 448.821 abitanti. È retta dal vescovo Anthonypillai Gnanapragasam.

## Territorio

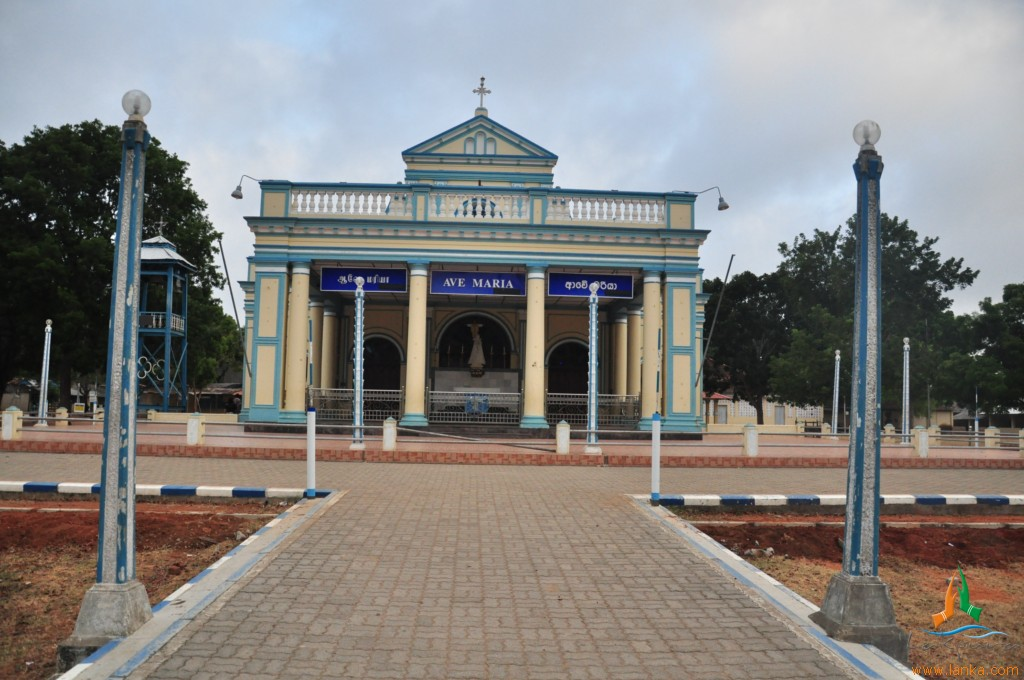
Il santuario mariano di Nostra Signora di Madhu.

La diocesi comprende i distretti di Mannar e di Vavuniya, nella provincia Settentrionale dello Sri Lanka.
Sede vescovile è la città di Mannar, dove si trova la cattedrale di San Sebastiano. Nel territorio diocesano si trova anche il santuario mariano di Nostra Signora di Madhu, visitato da papa Francesco il 14 gennaio 2014.
Il territorio è suddiviso in 50 parrocchie.

## Storia
La diocesi è stata eretta il 24 gennaio 1981 con la bolla Qui volente Deo di papa Giovanni Paolo II, ricavandone il territorio dalla diocesi di Jaffna.
Nel 1983 la diocesi è stata interessata dal conflitto tra l'esercito e le Tigri Tamil, che ha provocato la distruzione completa di più di metà delle abitazioni.

## Cronotassi dei vescovi
Si omettono i periodi di sede vacante non superiori ai 2 anni o non storicamente accertati.
- Thomas Emmanuel Savundaranayagam (24 gennaio 1981 - 6 luglio 1992 nominato vescovo di Jaffna)
- Rayappu Joseph † (6 luglio 1992 - 14 gennaio 2016 ritirato)[1]
- Fidelis Lionel Emmanuel Fernando (22 novembre 2017 - 14 dicembre 2024 ritirato)
- Anthonypillai Gnanapragasam, dal 14 dicembre 2024

## Statistiche
La diocesi nel 2023 su una popolazione di 448.821 persone contava 94.111 battezzati, corrispondenti al 21,0% del totale.
| anno | popolazione | popolazione | popolazione | presbiteri | presbiteri | presbiteri | presbiteri                | diaconi | religiosi | religiosi | parrocchie |
| anno | battezzati  | totale      | %           | numero     | secolari   | regolari   | battezzati per presbitero | diaconi | uomini    | donne     | parrocchie |
| ---- | ----------- | ----------- | ----------- | ---------- | ---------- | ---------- | ------------------------- | ------- | --------- | --------- | ---------- |
| 1990 | 66.968      | 240.256     | 27,9        | 26         | 19         | 7          | 2.575                     |         | 12        | 70        | 19         |
| 1999 | 68.885      | 234.635     | 29,4        | 39         | 32         | 7          | 1.766                     |         | 8         | 101       | 25         |
| 2000 | 68.221      | 281.827     | 24,2        | 42         | 31         | 11         | 1.624                     |         | 16        | 114       | 23         |
| 2001 | 73.402      | 235.900     | 31,1        | 53         | 32         | 21         | 1.384                     |         | 27        | 113       | 25         |
| 2002 | 74.605      | 230.000     | 32,4        | 51         | 33         | 18         | 1.462                     |         | 27        | 110       | 27         |
| 2003 | 73.060      | 212.852     | 34,3        | 51         | 34         | 17         | 1.432                     |         | 25        | 110       | 27         |
| 2004 | 73.977      | 219.633     | 33,7        | 51         | 40         | 11         | 1.450                     |         | 19        | 108       | 28         |
| 2013 | 89.516      | 270.375     | 33,1        | 87         | 55         | 32         | 1.028                     |         | 47        | 183       | 34         |
| 2016 | 84.376      | 347.732     | 24,3        | 100        | 65         | 35         | 843                       |         | 54        | 188       | 39         |
| 2019 | 88.112      | 388.960     | 22,7        | 100        | 65         | 35         | 881                       |         | 52        | 162       | 46         |
| 2021 | 91.007      | 415.712     | 21,9        | 70         | 69         | 1          | 1.300                     |         | 20        | 181       | 49         |
| 2023 | 94.111      | 448.821     | 21,0        | 77         | 76         | 1          | 1.222                     |         | 26        | 207       | 50         |